# Electrogryllus electrum
Electrogryllus electrum är en insektsart som beskrevs av Andrej Vasiljevitj Gorochov 1992. Electrogryllus electrum ingår i släktet Electrogryllus och familjen syrsor. Inga underarter finns listade i Catalogue of Life.